# Septembrie 2020
Acest articol este generat integral pe baza informațiilor din articolul 2020 și este actualizat periodic de un robot.
 Editările făcute în articol vor fi șterse la următoarea actualizare! Dacă doriți să faceți modificări, editați articolul-sursă.

ianuarie -
februarie -
martie -
aprilie -
mai -
iunie -
iulie -
august -
septembrie -
octombrie -
noiembrie -
decembrie
Septembrie 2020 a fost a noua lună a anului și a început într-o zi de marți.

## Evenimente

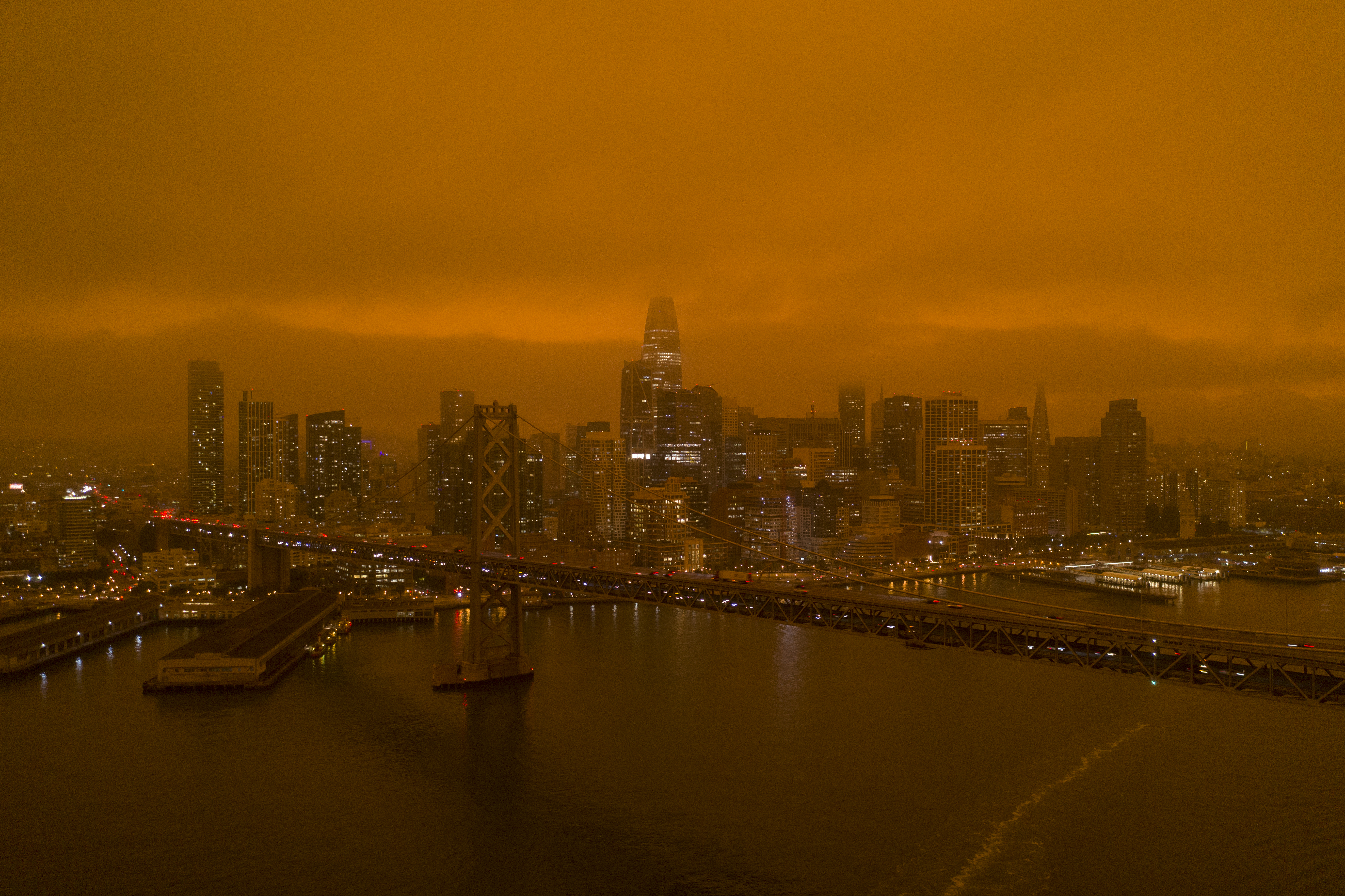
9 septembrie: Fumul incendiilor de vegetație din California acoperă San Francisco, blocând razele Soarelui și declanșând fenomenul de "cer portocaliu/rosiatic"

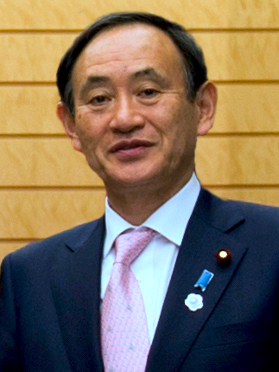
16 septembrie: Yoshihide Suga este ales prim-ministru al Japoniei

- 3 septembrie: Scheletele a 200 de mamuți și alte 30 de animale sunt dezgropate pe un șantier lângă Aeroportul Santa Lucía din Ciudad de México. Este cea mai mare descoperire de oase de mamut până în prezent, depășind situl Mammoth din Statele Unite ale Americii, care avea 61 de schelete.
- 3 septembrie: Premierul sudanez, Abdalla Hamdok, și liderul Mișcării de Eliberare a Poporului Sudan-Nord (SPLM-N), Abdelaziz al-Hilu, semnează un acord pentru tranziția țării într-un stat laic. Acordul vine la trei zile după semnarea unui acord de pace între guvernul de tranziție al Sudanului și Frontul Revoluționar al Sudanului, la care SPLM-N a renunțat.
- 4 septembrie: Papa Benedict al XVI-lea devine cel mai longeviv papă la 93 de ani, patru luni și 16 zile, depășindu-l pe Papa Leon al XIII-lea, care a murit în 1903.
- 9 septembrie: Din cauza incendiilor de vegetație din California, cerul a devenit roșu și ziua a părut un amurg continuu în San Francisco, Oakland și Berkeley. Multe dintre imaginile din San Francisco au fost publicate pe rețelele de socializare cu hashtagul "Blade Runner 2020".  [1] [2]
- 14 septembrie: Societatea Astronomică Regală anunță că au detectat un gaz numit fosfină în atmosfera lui Venus, care indică faptul că microorganismele pot locui în vecinul inospitalier al Pământului. Dacă ar fi confirmat, ar fi prima viață extraterestră cunoscută.

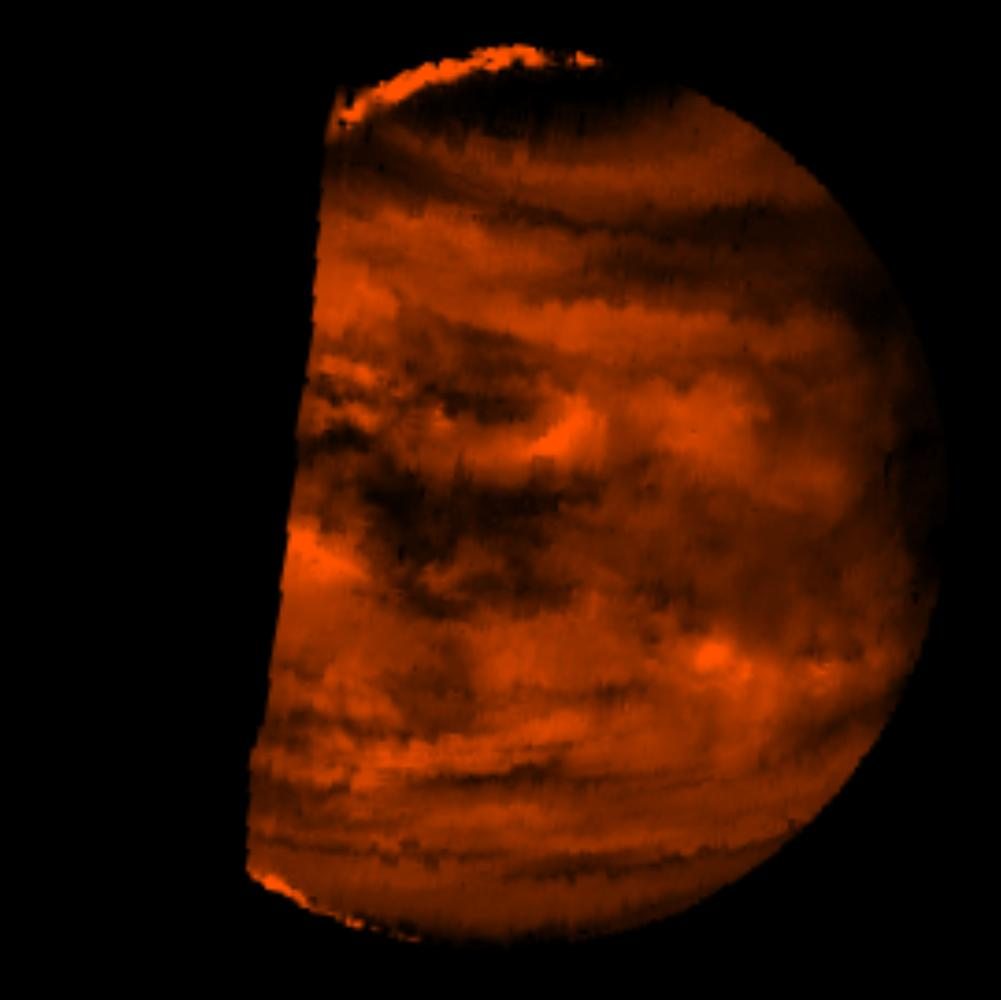
14 septembrie: Societatea Astronomică Regală anunță că au detectat un gaz numit fosfină în atmosfera lui Venus

- 16 septembrie: Prim-ministrul din Barbados, Mia Mottley, anunță că insula din Caraibe va deveni republică anul viitor înainte de a 55-a aniversare a independenței față de Regatul Unit în noiembrie 2021, înlocuind-o pe Regina Elisabeta a II-a ca șef de stat cu un barbadian. Guvernatorul general, Sandra Mason, declară că „a sosit timpul să lăsăm pe deplin trecutul nostru colonial în urmă”.
- 16 septembrie: Yoshihide Suga este ales prim-ministru al Japoniei, în urma demisiei predecesorului său Shinzo Abe din cauza problemelor de sănătate.
- 17 septembrie: Franța , Germania și Regatul Unit emit o notă verbală comună către Națiunile Unite , respingând pretențiile Chinei la Marea Chinei de Sud și susținând  Filipine împotriva Chinei.
- Pandemia de coronavirus: Numărul cazurilor confirmate de COVID-19 depășește 30 de milioane în întreaga lume.
- 20 septembrie: BuzzFeed News și Consorțiul Internațional al Jurnaliștilor de Investigație (ICIJ) lansează FinCEN Files , o colecție de 2.657 de documente referitoare la Financial Crimes Enforcement Network care descriu peste 200.000 de tranzacții suspecte evaluate la peste 2 trilioane dolari care au avut loc între 1999 și 2017, în mai multe instituții financiare globale.
- 21 septembrie: Microsoft acceptă să cumpere compania de jocuri video ZeniMax Media, inclusiv Bethesda Softworks și filialele lor, la prețul de 7,5 miliarde dolari, în ceea ce a fost cea mai mare și mai scumpă achiziție din istoria industriei jocurilor video.
- 22 septembrie: Astronomii găsesc aurore strălucitoare în jurul cometei 67P/Ciuriumov-Gherasimenko. Aceasta este prima cometă descoperită care le are.
- 23 septembrie: Cea de-a cincea conferință anuală CYPR-2020 a început la Nijni Novgorod, unde a fost prezentată o machetă a primei stații 5G din Rusia.[3]
- 25 septembrie: Un avion militar care transporta cadeți de la Universitatea Forțelor Aeriene din Harkiv în timpul unui zbor de antrenament se prăbușește în Regiunea Harkiv, Ucraina, ucigând 26 de persoane și rănind două persoane.
- 27 septembrie: Alegeri locale în România.
- 27 septembrie: Conflictul din Nagorno-Karabah: Forțele armate respective ale Armeniei și Azerbaidjanului se ciocnesc de-a lungul graniței Republicii Arțah nerecunoscută, cunoscută anterior sub numele de Republica Nagorno-Karabah. Capitala Republicii Arțah, Stepanakert, este atacată. Ambele părți au raportat decese de civili și cel puțin un elicopter azer este doborât.
- 27 septembrie: Conflictul din Nagorno-Karabah: Armenia și autoproclamata Republică Arțah declară legea marțială și o mobilizare completă a armatei de apărare Arțah pe fondul unei invazii azere. Forțele armate azere spun că au capturat șase sate armene.
- 27 septembrie: Conflictul din Nagorno-Karabah: Într-o adresare televizată în direct către națiune, prim-ministrul armean, Nikol Pashinyan, declară o mobilizare generală și ordonă cetățenilor „să se pregătească să-și apere patria sacră”, în urma ciocnirilor cu Azerbaidjanul din Nagorno-Karabah.
- 27 septembrie: Conflictul din Nagorno-Karabah: Președintele azer, Ilham Aliyev, declară legea marțială, și impune stingeri de la 21:00 la 6:00 în marile orașe, inclusiv capitala Baku, ca răspuns la ciocnirile dintre forțele azere și armene din Nagorno-Karabah.
- 27 septembrie: Conflictul din Nagorno-Karabah: Ministerul Apărării din Azerbaidjan declară că trupele azere în avans au „eliberat” vârful strategic al muntelui Murovdağ, care a fost scena unei bătălii anterioare din 1993, care s-a încheiat cu victoria armeană.
- 28 septembrie: Conflictul din Nagorno-Karabah: Încă 71 de militari din Arțah sunt uciși în timpul luptei, aducând numărul morților în rândul luptătorilor la 87. Încă doi civili azeri sunt uciși. Un autobuz de pasageri din Armenia a fost lovit de o rachetă azeră, dar nu sunt raportate victime. Autoritățile din Nagorno raportează cel puțin 400 de soldați azeri morți, dar țara nu a confirmat.[4]
- 29 septembrie: Conflictul din Nagorno-Karabah: Ministerul Armean al Apărării susține că un avion Suhoi Su-25 a fost doborât de un avion F-16 omorându-și pilotul. Turcia neagă acuzația. Încă cinci civili azeri sunt uciși în timpul incendiului din Armenia în țară, ducând la numărul de morți în rândul civililor azeri la 12. Cel puțin alți 35 sunt răniți.
- 30 septembrie: România depășește 2000 de cazuri noi zilnice de îmbolnăvire cu noul COVID-19 (Sars Cov-2).
- 30 septembrie: Conflictul din Nagorno-Karabah: Ambii lideri din Armenia și Azerbaidjan resping propunerile de negocieri de pace, invocând reciproc încercările de obstrucționare a negocierilor.
- 30 septembrie: Conflictul din Nagorno-Karabah: Sali Berisha, fostul președinte al Albaniei, solicită comunității internaționale să se angajeze conflictul cu o seriozitate mai mare.
- 30 septembrie: Conflictul din Nagorno-Karabah: Candidatul la președinția Statelor Unite, Joe Biden, solicită administrației Trump să ceară Turciei „să rămână în afara conflictului”.
- 30 septembrie: Conflictul din Nagorno-Karabah: Festivalul Internațional de Film de la Moscova anulează proiecția Gate to Heaven, un film despre conflictul din Nagorno-Karabah.
- 30 septembrie: Nawaf Al-Ahmad Al-Jaber Al-Sabah devine Emirul Kuweitului, după moartea fratelui său vitreg, Sabah Al-Ahmad Al-Jaber Al-Sabah, la vârsta de 91 de ani.

## Decese
- 1 septembrie: Irina Pecernikova, 74 ani, actriță rusă de teatru și film (n. 1945)
- 1 septembrie: Jan Vraciu, 61 ani, politician român, senator (2004-2008), (n. 1958)
- 2 septembrie: Adrianus Simonis, 88 ani, cardinal din Țările de Jos (n. 1931)
- 3 septembrie: Ovidiu Alexandru Băjenaru, 63 ani, medic român, membru corespondent al Academiei Române (n. 1957)
- 4 septembrie: Harald Are Lund, 73 ani, producător norvegian de muzică și personalitate radio (n. 1946)
- 5 septembrie: Jiří Menzel, 82 ani, regizor de film și teatru, actor și scenarist ceh, laureat al Premiului Oscar (1967), (n. 1938)
- 6 septembrie: Bruce Williamson, 49 ani, cântăreț american de muzică R&B și soul (The Temptations), (n. 1970)
- 7 septembrie: Lucreția Andronic, 95 ani, poetă română (n. 1925)
- 7 septembrie: Kostas Asimakopoulos, 90 ani, regizor, scenarist, dramaturg și critic grec (n. 1930)
- 9 septembrie: Constantin I. Toma, 84 ani, botanist-morfolog român (n. 1935)
- 10 septembrie: Diana Rigg (Enid Diana Elizabeth Rigg), 82 ani, actriță britanică (n. 1938)
- 15 septembrie: Nikolai Șmatko, 77 ani, profesor, sculptor și pictor ucrainean (n. 1943)
- 16 septembrie: Winston Groom, 77 ani, romancier și scriitor de nonficțiune american (n. 1943)
- 16 septembrie: Maksim Marținkevici, 36 ani, naționalist rus⁠ (n. 1984)
- 18 septembrie: Ruth Bader Ginsburg, 87 ani, juristă americană (n. 1933)
- 20 septembrie: Moshe Sharoni, 91 ani, politician evreu originar din România (n. 1929)
- 21 septembrie: Arthur Ashkin, 88 ani, fizician american, laureat al Premiului Nobel (2018), (n. 1922)
- 21 septembrie: Michael Lonsdale, 89 ani, actor francez de film și TV (n. 1931)
- 23 septembrie: Juliette Gréco, 93 ani, cântăreață și actriță franceză (n. 1927)
- 29 septembrie: Sabah Al-Ahmad Al-Jaber Al-Sabah, 91 ani, emirul Kuweitului (2006-2020), (n. 1929)